# Lifco
Lifco AB är industrikoncern som tidigare var en del av Getinge (1995–1998). Företaget har tre affärsområden: tandvårdsprodukter, anläggningsmaskiner och övrigt.
Företaget förvärvar ofta små och medelstora företag inom specifika nischmarknader. Som exempel kan nämnas Renholmen AB i Byske.